# Kapogea
Kapogea – rodzaj pająków z rodziny krzyżakowatych i podrodziny Cyrtophorinae. Obejmuje cztery opisane gatunki. Zamieszkują krainę neotropikalną, od Meksyku i Wielkich Antyli po północną Argentynę.

## Morfologia
Samice osiągają od 7,2 do 25 mm długości ciała, a samce od 2,5 do 3,3 mm, u poszczególnych gatunków długość ciała samców wynosi zawsze mniej niż 1/5 długości ciała samic. Karapaks może być ubarwiony w różnym odcieniu, ale zawsze pozbawiony jest wyraźnego wzoru. U samicy region głowowy karapaksu jest szeroki, szerszy niż u samic z rodzaju Manogea. U samca szerokość regionu głowowego wynosi połowę szerokości regionu tułowiowego. 
Ośmioro oczu rozmieszczonych jest na nim w dwóch szeregach. Oczy pary przednio-bocznej leżą na równi z oczami pary przednio-środkowej lub przed nimi. Oczy pary tylno-bocznej leżą niemal zawsze na równi z tymi pary tylno-środkowej, wyjątkowo spotyka się osobniki z oczami pary tylno-bocznej leżącymi bardziej z przodu. Oczy par środkowych rozmieszczone są na planie dłuższego niż szerszego trapezu z podstawą przednią dłuższą od tylnej. Oczy par bocznych oddalone są u samicy o 0,7–1,2 średnicy oka tylno-bocznego, u samca zaś silnie zbliżone do siebie. U samicy oczy pary tylno-środkowej zawsze leżą bliżej siebie niż oczu bocznych. Wysokość nadustka jest mniejsza niż średnica oczu pary przednio-środkowej. Odnóża u obu płci są grube, a łączna długość nadstopia i stopy jest równa łącznej długości rzepki i goleni tej samej pary.
Opistosoma (odwłok) jest u samca owalna, natomiast u samicy zwykle wydłużona z tarczowato spłaszczonym przodem i spiczastym tyłem. Ubarwienie wierzchu opistosomy jest brązowe, u większości gatunków z parą cienkich, podłużnych, białych linii, prostych lub powcinanych. Spód opistosomy cechuje się parą białych linii na czarnym tle oraz białą łatą po bokach kądziołków przędnych. Płytka płciowa samicy jest słabo zesklerotyzowana, półkolista w zarysie, zaopatrzona w dwa słabo widoczne otwory płciowe.
Nogogłaszczki samca mają pojedynczą szczecinkę na rzepce i słabiej niż u rodzaju Cyrtophora zesklerotyzowany bulbus. Tak jak u innych krzyżakowatych paracymbium, apofiza medialna i radix zrośnięte są z cymbium. Charakterystycznymi cechami rodzaju są embolus podtrzymywany przez płaską i miękką apofizę terminalną oraz miękka apofiza medialna podtrzymywana przez konduktor.

## Ekologia i występowanie
Pająki te zasiedlają wilgotne lasy. Budują poziome sieci łowne pozbawione nici lepkich, podobne do tych spotykanych u rodzaju Mecynogea.
Rodzaj neotropikalny, rozsiedlony od Meksyku i Wielkich Antyli przez Amerykę Środkową i większą część Ameryki Południowej po północną Argentynę.

## Taksonomia
Takson ten wprowadzony został w 1997 roku przez Herberta Waltera Leviego przez wydzielenie części gatunków z rodzaju Cyrtophora. Gatunkiem typowym autor ten wyznaczył Cyrtophora sellata. Nazwa Kapogea nawiązuje do rodzaju Gea.
Do rodzaju tego należą cztery opisane gatunki:
- Kapogea cyrtophoroides (Pickard-Cambridge, 1904)
- Kapogea isosceles (Mello-Leitão, 1939)
- Kapogea sellata (Simon, 1895)
- Kapogea sexnotata (Simon, 1895)